# Iyasu III.
Iyasu III. oder Jesus III. († 24. April 1788) war vom 16. Februar 1784 bis zum 24. April 1788 Negus Negest (Kaiser) von Äthiopien sowie ein Mitglied der Solomonischen Dynastie. Er war der Sohn von Abeto Azequ und der Enkel von Iyasu II.
Iyasu gelangte dank Ras Abeto auf den Thron. Seine vierjährige Herrschaft wurde durch Fehden zwischen Wolde Selassie, Ras Khalyu und anderen gestört. Einer der Gouverneure setzte Iyasu ab, der kurz darauf an Pocken starb.